# Can Casadellà (Gualta)
|  | Per a altres significats, vegeu «masia de Can Casadellà». |

Can Casadellà és una casa aïllada al nucli de Gualta, de grans dimensions, amb una estructura complexa, formada per diverses construccions de planta i un pis, amb coberta de teula a dues vessants. Les obertures són en general allindades i emmarcades en pedra. Can Casadellà és el resultat d'un procés constructiu iniciat probablement durant el segle xvi i desenvolupat posteriorment al llarg del temps. Hi són visibles les dates del 1570 a una finestra i del 1768 a la tanca d'accés.